# Artur Morengejm

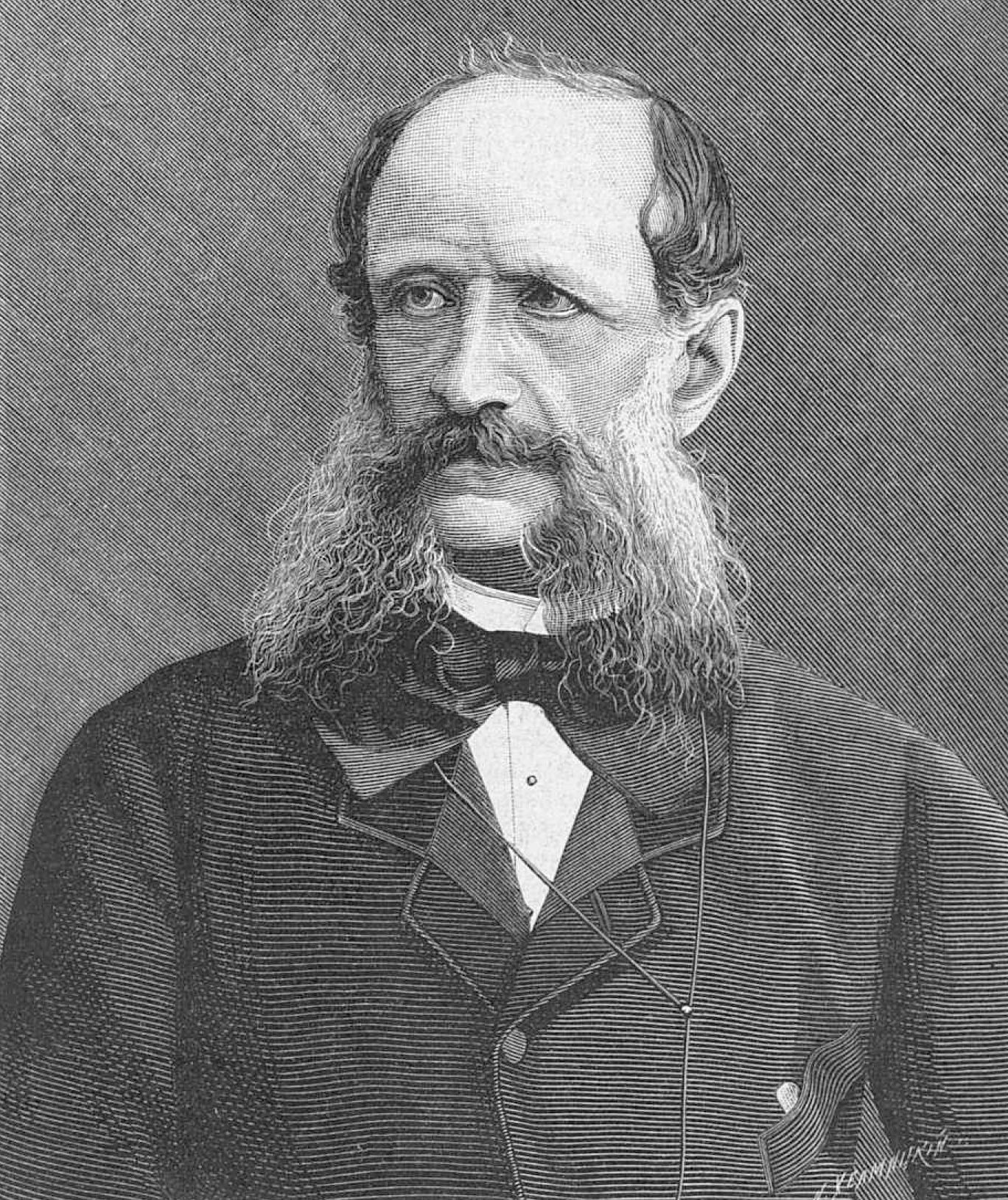
Artur Morengejm

Artur Pavlovitj Morengejm (ryska: Артур Павлович Моренгейм, tysk namnform: Arthur von Mohrenheim), född 8 juni 1824 i Moskva, död 19 oktober 1906 i Pau, var en rysk baron och diplomat.
Morengejms farfar kom på 1780-talet till Ryssland som livläkare från Österrike. Artur Morengejm inträdde 1845 på diplomatbanan, var 1869–1882 ryskt sändebud i Köpenhamn, 1882–1884 ambassadör i London och 1884–1897 i Paris. Han hade stor andel i den rysk-franska alliansens tillkomst och stärkande samt särskilt i franska eskaderbesöket i Kronstadt 1891, ryska kejsarparets besök i Paris 1896 och presidenten Félix Faures besök i Sankt Petersburg i augusti 1897, då alliansen officiellt proklamerades. Vid sitt avskedstagande kort därpå utnämndes Morengejm till medlem av riksrådet.